# Hermann Lorenz (Heimatforscher)

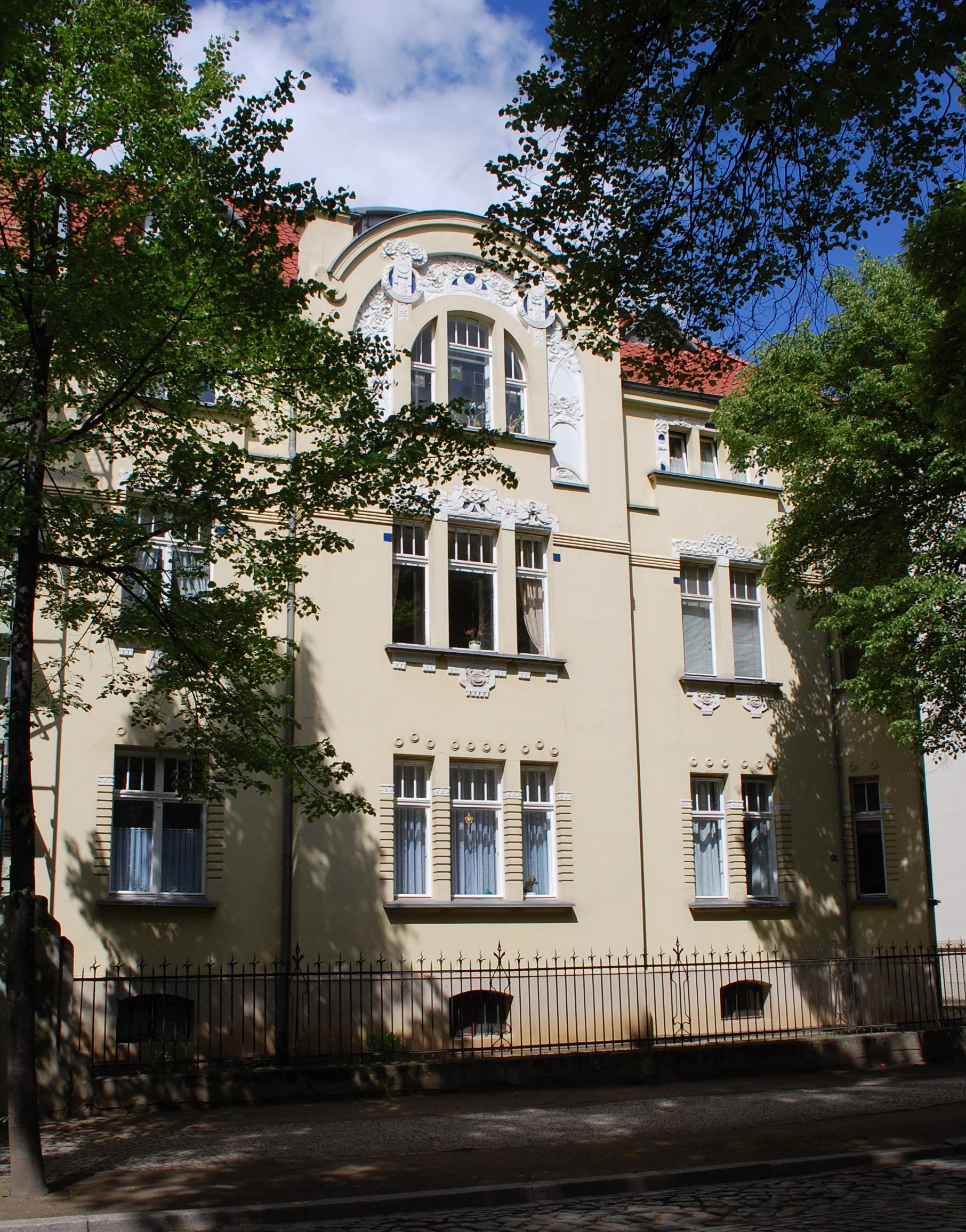
Wohnhaus von Hermann Lorenz – Adelheidstraße 12a in Quedlinburg

Hermann Lorenz (* 15. Juni 1860 in Weißensee (Thüringen); † 4. Januar 1945 in Quedlinburg) war ein deutscher Studiendirektor, Archivpfleger und Heimatforscher.

## Leben
Hermann Lorenz stammte aus der preußischen Kleinstadt Weißensee in der Provinz Sachsen. Während seines Studiums wurde er 1881 Mitglied der Burschenschaft Arminia zu Leipzig. Nach seiner Promotion wurde er in der Stadt Quedlinburg Studiendirektor und übernahm ehrenamtlich die Leitung des Ratsarchivs. Bis zu seinem altersbedingten Ausscheiden im Jahr 1926 war er Direktor der Quedlinburger GutsMuths-Realoberschule. Zuletzt war er Stadtältester. Zugleich war er Vorsitzender des Geschichts- und Altertumsvereins Quedlinburg und staatlicher Archivpfleger der Stadt Quedlinburg. Zum 1. November 1938 musste er aus Altersgründen die Leitung des Ratsarchivs niederlegen; im folgenden Jahr trat er auch von der Funktion des staatlichen Archivpflegers zurück. Er starb kurz vor Kriegsende am 4. Januar 1945.
1905/06 ließ er für sich die Villa Adelheidstraße 12a in Quedlinburg errichten.
Er hinterließ zahlreiche heimatgeschichtliche Publikationen.

## Werke (Auswahl)
- Die Annalen von Hersfeld. Booch, Leipzig 1885 (Dissertation, Universität Leipzig, 1885).
- Werdegang von Stift und Stadt Quedlinburg (= Quedlinburgische Geschichte. Bd. 1). Magistrat der Stadt Quedlinburg, Quedlinburg 1922.
- Werdegang der tausendjährigen Kaiserstadt Quedlinburg. Schwanecke, Quedlinburg 1925.